# Lubomír Vidlák
Lubomír Vidlák (jinak také Luboš Vidlák, 8. července 1928 Třebíč – 24. června 1958 Kladno) byl český herec, scénograf a choreograf.

## Biografie
Narodil se v roce 1928 v Třebíči, kde také působil jako scénograf ochotnického divadla místní buňky Sokola a také jako student v divadelním souboru ČSM. Často pak spolupracoval s Josefem Geržou, kdy režisérovi dělal návrhy kostýmů a scény, později také vytvářel choreografii. V roce 1953 dokončil studium činoherního herectví na Divadelní fakultě Janáčkovy akademie múzických umění v Brně. Po ukončení studia působil mezi lety 1953 a 1955 v Horáckém divadle v Jihlavě. Mezi lety 1955 a 1957 pak působil v zájezdovém souboru Ústředního divadla československé armády a posléze do své smrti působil v Městském oblastním divadle Kladno. V posledních dvou letech života se objevil i ve dvou filmech. Zemřel tragicky.
Jeho dcerou je Simona Peková.

## Filmografie
- Zářijové noci, 1957
- Tenkrát o Vánocích, 1958

## Divadelní hry
- Večer tříkrálový, William Shakespeare, režie Miroslav Janeček, Horácké divadlo, 1953–1954, role šašek[5]
- Strakonický dudák, Josef Kajetán Tyl, režie Eugen Sokolovský, Horácké divadlo, 1953–1954, role Švanda[5]
- Kalinový háj, Alexander Kornejčuk, režie Radovan Kalina, Horácké divadlo, 1953–1954, scénograf, kostýmy[5]
- Večer hraju já, A. Bondi, režie Miroslav Janeček, Horácké divadlo, 1953–1954, role doručovatel[5]
- Evženie Grandetová, Honore de Balzac, režie Radovan Kalina, Horácké divadlo, 1953–1954, role Karel Grandet, scénograf, kostýmy[5]
- Nebe na zemi, Jiří Voskovec, Jan Werich, režie Eugen Sokolovský, Horácké divadlo, 1953–1954, role Scipio, scénograf, kostýmy[5]
- Jak je důležité míti Filipa, Oscar Wilde, režie Miroslav Janeček, Horácké divadlo, 1953–1954, role Algernon Moncrieff, scénograf, kostýmy[5]
- Šibalství Skapinova, Jean Baptiste Moliére, režie Karel Nováček, Horácké divadlo, 1954–1955, role Skapino, scénograf, kostýmy[6]
- Manon Lescaut, Vítězslav Nezval, režie Radovan Kalina, Horácké divadlo, 1954–1955, scénograf, kostýmy[6]
- Romeo a Julie, William Shakespeare, režie Karel Nováček, Horácké divadlo, 1954–1955, role Romeo, scénograf, kostýmy[6]
- Slaměný klobouk, Eugéne Labiche, režie Karel Nováček, Horácké divadlo, 1954–1955, role Vézinet, choreografie[6]
- Torquemada, Victor Hugo, režie Radovan Kalina, Horácké divadlo, 1954–1955, role Mojžíš ben Habib, scénograf, kostýmy[6]
- Hrátky s čertem, Jan Drda, režie Karel Nováček, Horácké divadlo, 1954–1955, role Lucius, choreografie, scénograf, kostýmy[6]
- Broskvový květ, anonym, režie Radovan Kalina, Horácké divadlo, 1954–1955, role Liu Jen-ming, choreografie, scénograf, kostýmy[6]
- Šibalství Skapinova, Jean Baptiste Moliére, režie Karel Nováček, Horácké divadlo, 1953–1954, role Skapino, scénograf, kostýmy[6]
- Sen noci svatojánské, William Shakespeare, režie Karel Nováček, Horácké divadlo, 1955–1956, role Puk, choreografie[7]
- Panenské sliby, Alexander Fredro, režie Vilém Pfeiffer, Horácké divadlo, 1955–1956, scénograf, kostýmy[7]
- Léto, Fráňa Šrámek, režie Vilém Pfeiffer, Horácké divadlo, 1955–1956, scénograf, kostýmy[7]
- Těžká Barbora, Jiří Voskovec, Jan Werich, režie Karel Nováček, Horácké divadlo, 1955–1956, scénograf, kostýmy[7]
- Zůstane to v rodině, Jerzy Lutowski, režie Karel Nováček, Horácké divadlo, 1955–1956, choreografie[7]
- Muž a žena, Alexander Fredro, režie Karel Nováček, Horácké divadlo, 1956–1957, scéna, kostýmy[8]